# Pierre Boutroux
Pierre Léon Boutroux /pjɛʁ leˈõ buˈtʁu/ (Parigi, 6 dicembre 1880 – 15 agosto 1922) è stato un matematico e storico della scienza francese.
Boutroux è principalmente conosciuto per la sua opera nella storia e la filosofia della matematica.

## Biografia
Nacque a Parigi il 6 dicembre 1880 in una famiglia ben inserita nell'intellighenzia francese. Suo padre era il filosofo Émile Boutroux. Sua madre era Aline Catherine Eugénie Poincaré, sorella dello scienziato e matematico Henri Poincaré. Un suo cugino, Raymond Poincaré fu Presidente della Repubblica francese.
Ha occupato la cattedra di matematica all'Università di Princeton dal 1913 al 1914 e quella di Storia della scienza del Collège de France dal 1920 al 1922.
Boutroux ha pubblicato la sua maggiore opera Les principes de l'analyse mathématique in due volumi; il Volume 1 nel 1914 e il Volume 2 nel 1919. Il testo è una completa panoramica dell'intero sapere matematico del suo tempo.
È morto il 15 agosto 1922.